# Codificació perceptual
La codificació perceptual és un sistema de compressió amb pèrdues que es basa en models  psicofísics per fer extreure informació redundant i irrellevant del senyal amb la finalitat de reduir la taxa de dades sense pèrdues de qualitat apreciables.
La codificació perceptual s'aplica posteriorment a la  redundància estadística en els camps de la compressió d'àudio i de vídeo.

## Codificació perceptual de vídeo
Les característiques del  sistema visual humà generen la possibilitat d'adaptar la codificació de la imatge segons aquestes limitacions.
L'ull humà es mostra molt més sensible a les variacions de lluminositat que a les variacions de color, alhora que la distribució desigual dels tres tipus de  cons a la fòvea fa que percebem diferents nivells de brillantor entre colors encara que aquests tinguin la mateixa intensitat lluminosa. Aquestes característiques han propiciat treballar amb l'espai de color YCbCr en la codificació de vídeo i realitzar el submostratge de la croma per tal d'estalviar informació no apreciable per l'ull.
En el cas del vídeo també és fonamental fenomen de persistència d'una imatge a la retina, per tal d'eliminar la redundància temporal.